# Aquabell
Aquabell era un piccolo parco acquatico situato a Bellaria Igea Marina, in provincia di Rimini. Era aperto da metà giugno a fine agosto.

## Storia
Il parco fu inaugurato nel 1988 ad opera dell'imprenditore Aldo Foschi.
Nei suoi anni di maggior fortuna ha ospitato la quinta edizione di Bellezze al bagno, programma televisivo di Mediaset condotto da Giorgio Mastrota e Heather Parisi.
Ha inoltre ospitato alcune puntate del programma per ragazzi Zap Zap.
Negli ultimi anni di attività alcune aree del parco erano diventate fatiscenti e l'affluenza di visitatori si era ridotta ai minimi termini perfino nei periodo di alta stagione. 
Ad Aquabell ha probabilmente nuociuto la concorrenza degli altri parchi della riviera romagnola meglio attrezzati e pubblicizzati.
Il parco è chiuso dal 2008.
Dopo alcuni tentativi falliti di riqualificazione dell'area occupata dal parco, il 22 marzo 2018 la struttura è stata messa all'asta.